# Hans Ooft
Marius Johan Ooft (* 27. Juni 1947 in Rotterdam) ist ein ehemaliger niederländischer Fußballspieler und -trainer.

## Karriere
Ooft begann seine Karriere bei Feyenoord Rotterdam, wo er von 1964 bis 1967 spielte. Danach spielte er für den SC Veendam, den SC Cambuur und den SC Heerenveen.
Von 1987 bis 1988 war Ooft der Trainer des Japan-Soccer-League-Vereins Mazda (heute: Sanfrecce Hiroshima). Im Mai 1992 übernahm er zusätzlich das Amt des Trainers der Japanische Fußballnationalmannschaft. Bei der Asienmeisterschaft 1992 führte er die Mannschaft bis zum Sieg in Hiroshima. Nachdem Japan in der Qualifikation für die Weltmeisterschaft 1994 gescheitert war, trat Ooft als Nationaltrainer zurück (Fußballländerspiel Japan – Irak 1993). Von 1994 bis 1996 war er der Trainer des J1-League-Vereins Júbilo Iwata. Im 1998 wurde Ooft Trainer von Kyoto Purple Sanga. Von 2002 bis 2003 war er der Trainer des Urawa Red Diamonds. 2008 kehrte er nach Júbilo Iwata zurück.
2013 wurde Hans Ooft in die Japan Football Hall of Fame aufgenommen.

## Errungene Titel

### Mit der Nationalmannschaft
- Asienmeisterschaft: 1992

### Mit seinen Vereinen
- J.League Cup: 2003

### Persönliche Auszeichnungen
- Japan Football Hall of Fame: 2013